# Mastophora satan
Mastophora satan är en spindelart som beskrevs av Canals 1931. Mastophora satan ingår i släktet Mastophora och familjen hjulspindlar. Inga underarter finns listade i Catalogue of Life.